# كيرك سنايدر
كيرك سنايدر (بالإنجليزية: Kirk Snyder)‏ مواليد 5 يونيو 1983 في لوس أنجلوس، هو لاعب كرة سلة أمريكي معتزل بدأ مسيرته الاحترافية في سنة 2004 حيث تم اختياره من قبل فريق يوتاه جاز خلال الدرافت. اعتزل اللعب في 2011.

## فرق لعب لها
- يوتاه جاز
- نيو أورلينز بيليكانز
- هيوستن روكتس
- مينيسيوتا تيمبر وولفز
- نيجني نوفغورود

## إحصائيات المسيرة

### الموسم الاعتيادي
| السنة   | الفريق                | لعب | بدأ | دقيقة | ميداني% | ثلاثية | حرة  | ارتداد | صنع | استلاب | تصدي | نقطة |
| ------- | --------------------- | --- | --- | ----- | ------- | ------ | ---- | ------ | --- | ------ | ---- | ---- |
| 2004–05 | يوتاه جاز             | 68  | 7   | 13.3  | .372    | .353   | .667 | 1.8    | .5  | .4     | .3   | 5.0  |
| 2005–06 | نيو أورلينز بيليكانز  | 68  | 45  | 19.3  | .453    | .357   | .735 | 2.4    | 1.5 | .4     | .3   | 8.0  |
| 2006–07 | هيوستن روكتس          | 39  | 1   | 14.4  | .452    | .250   | .653 | 2.1    | 1.0 | .3     | .3   | 4.9  |
| 2007–08 | هيوستن روكتس          | 9   | 0   | 9.0   | .464    | .222   | .545 | 1.3    | .9  | .1     | .1   | 3.8  |
| 2007–08 | مينيسيوتا تيمبر وولفز | 27  | 18  | 25.2  | .516    | .214   | .753 | 4.2    | 2.1 | .7     | .5   | 8.4  |
| المسيرة |                       | 211 | 71  | 16.8  | .438    | .327   | .699 | 2.3    | 1.1 | .4     | .3   | 6.3  |

### التصفيات
| السنة   | الفريق       | لعب | بدأ | دقيقة | ميداني% | ثلاثية | حرة  | ارتداد | صنع | استلاب | تصدي | نقطة |
| ------- | ------------ | --- | --- | ----- | ------- | ------ | ---- | ------ | --- | ------ | ---- | ---- |
| 2006–07 | هيوستن روكتس | 3   | 0   | 3.0   | .333    | .000   | .000 | .3     | .0  | .0     | .0   | .7   |
| المسيرة |              | 3   | 0   | 3.0   | .333    | .000   | .000 | .3     | .0  | .0     | .0   | .7   |

## روابط خارجية
- كيرك سنايدر على موقع إن بي أي (الإنجليزية)
- كيرك سنايدر على موقع سبورتس رفرنس (الإنجليزية)
- كيرك سنايدر على موقع كرة السلة الأوروبية.كوم (الإنجليزية)
- كيرك سنايدر على موقع كلية كرة السلة في سبورتس رفرنس.كوم (الإنجليزية)
- كيرك سنايدر على موقع ريلجم (الإنجليزية)
- كيرك سنايدر على موقع بروبوليرز (الإنجليزية)